# Charlie (zanger)
Károly Horváth, beter bekend als Charlie (Ondód, 28 oktober 1947), is een Hongaars zanger.

## Biografie
Charlie startte zijn carrière midden jaren 1960 in rockbands als Decca en Olympia. Later zou hij de band Generál vervoegen. In 1989 vormde hij de soulact Tátrai Band met gitarist Tibor Tátrai. Andere leden van de band waren Pálvölgyi Géza, Tamás Kovács en Tamás Zsoldos.
Het zou nog tot 1994 duren vooraleer Charlie een solocarrière begon. Hij bracht dat jaar zijn eerste album uit. In 1998 werd hij door de Hongaarse openbare omroep intern aangeduid om zijn land te vertegenwoordigen op het Eurovisiesongfestival 1998, dat gehouden werd in de Britse stad Birmingham. Met het nummer A holnap már nem lesz szomorú eindigde hij op de 23ste plaats, met amper 4 punten.